# Remoción de masa
La remoción de masa, también conocido como movimiento de inclinación, desplazamiento de masa o movimiento de masa, es el proceso geomorfológico por el cual el suelo, regolito y la roca se mueven cuesta abajo por la fuerza de la gravedad.
Tipos de remoción de masa incluyen fluencia, deslizamientos, flujos y caídas, cada uno con sus propias características, y que tiene lugar en escalas de tiempo de segundos a años. La remoción de masa se produce en ambas vertientes terrestres y submarinas, y se ha observado en la Luna, Marte, Venus y en el satélite de Júpiter, Ío.
Cuando la fuerza gravitacional que actúa sobre una pendiente superior a su falta de resistencia a la fuerza, la pendiente (remoción en masa) se produce. La resistencia del material pendiente, la cohesión y la cantidad de fricción interna entre la ayuda material de mantener la estabilidad de la ladera y se conocen colectivamente como la resistencia al corte de la pendiente. El ángulo mayor no cohesivo de una pendiente que puede mantenerse sin perder su estabilidad se lo conoce como ángulo de 90°. Cuando una pendiente posee este ángulo, su resistencia al corte perfectamente equilibra la fuerza de gravedad que actúa sobre ella.
La remoción de masa puede producirse a un ritmo muy lento, particularmente en las áreas que son muy secas o las zonas que reciben precipitación suficiente para que la vegetación se estabilice en la superficie. También puede ocurrir a una velocidad muy alta, como en deslizamientos de rocas y deslizamiento de tierra, con consecuencias desastrosa tanto inmediatas como diferidas, por ejemplo como resultado de la formación de represas de deslizamientos. 
Factores que modifican el potencial de la masa incluyen: cambios en el ángulo de la pendiente, el debilitamiento del material por la erosión, mayor contenido de agua, cambios en la cubierta vegetal, y la sobrecarga.